# Loznica

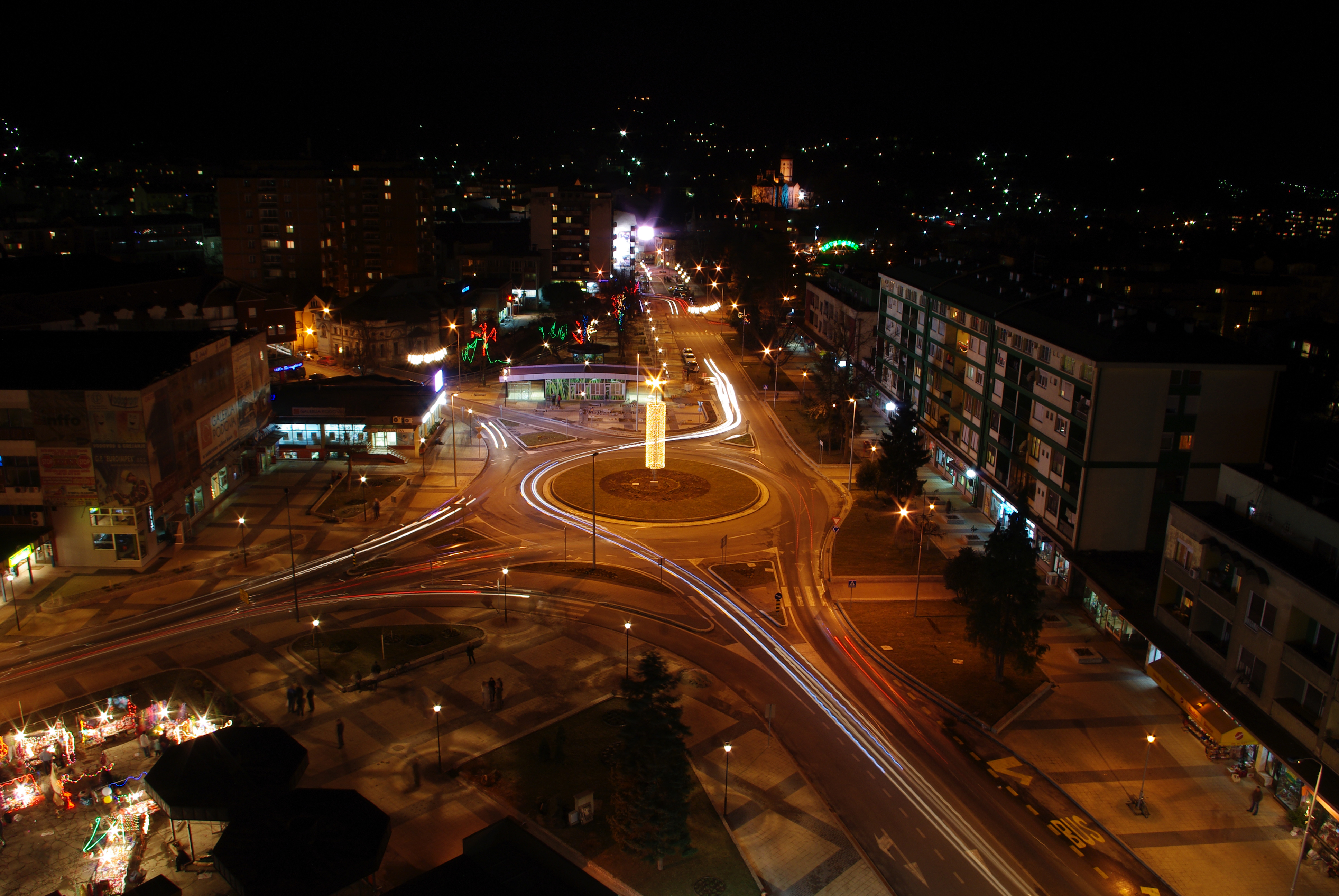
Stortorget i Loznica

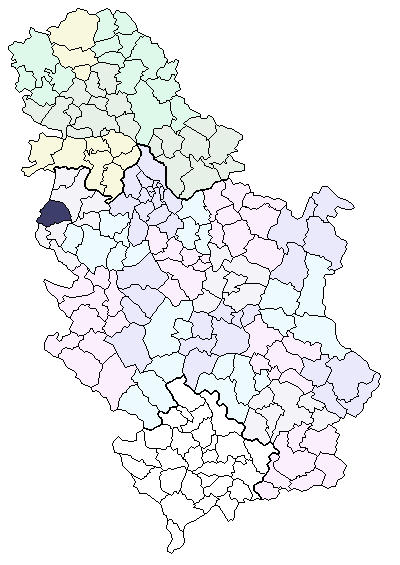
Loznicas läge i Serbien

Loznica (serbisk kyrilliska: Лозница) är en stad och kommun i distriktet Mačva i nordvästra Serbien.

## Bilder

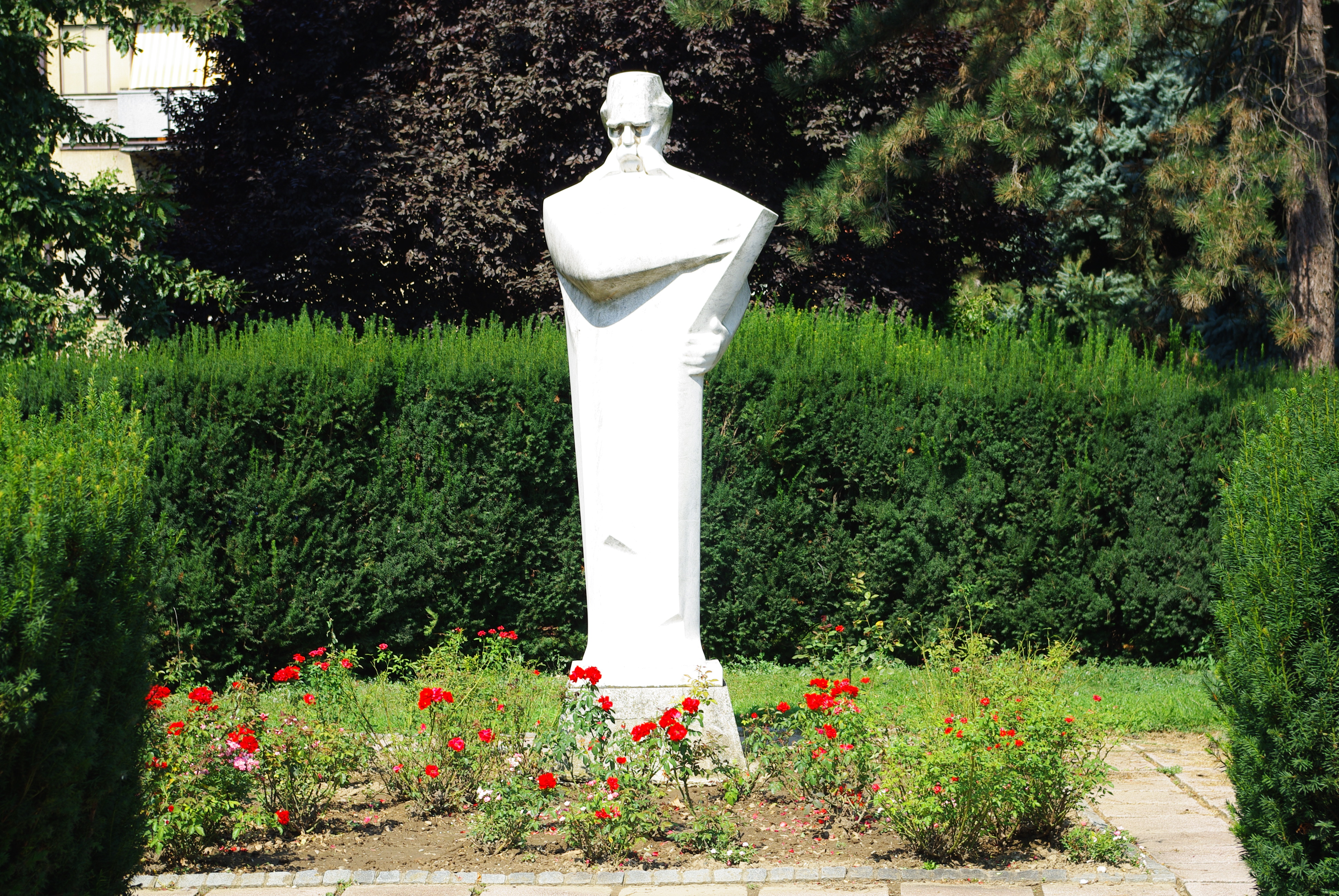
Staty av Vuk Karadzic
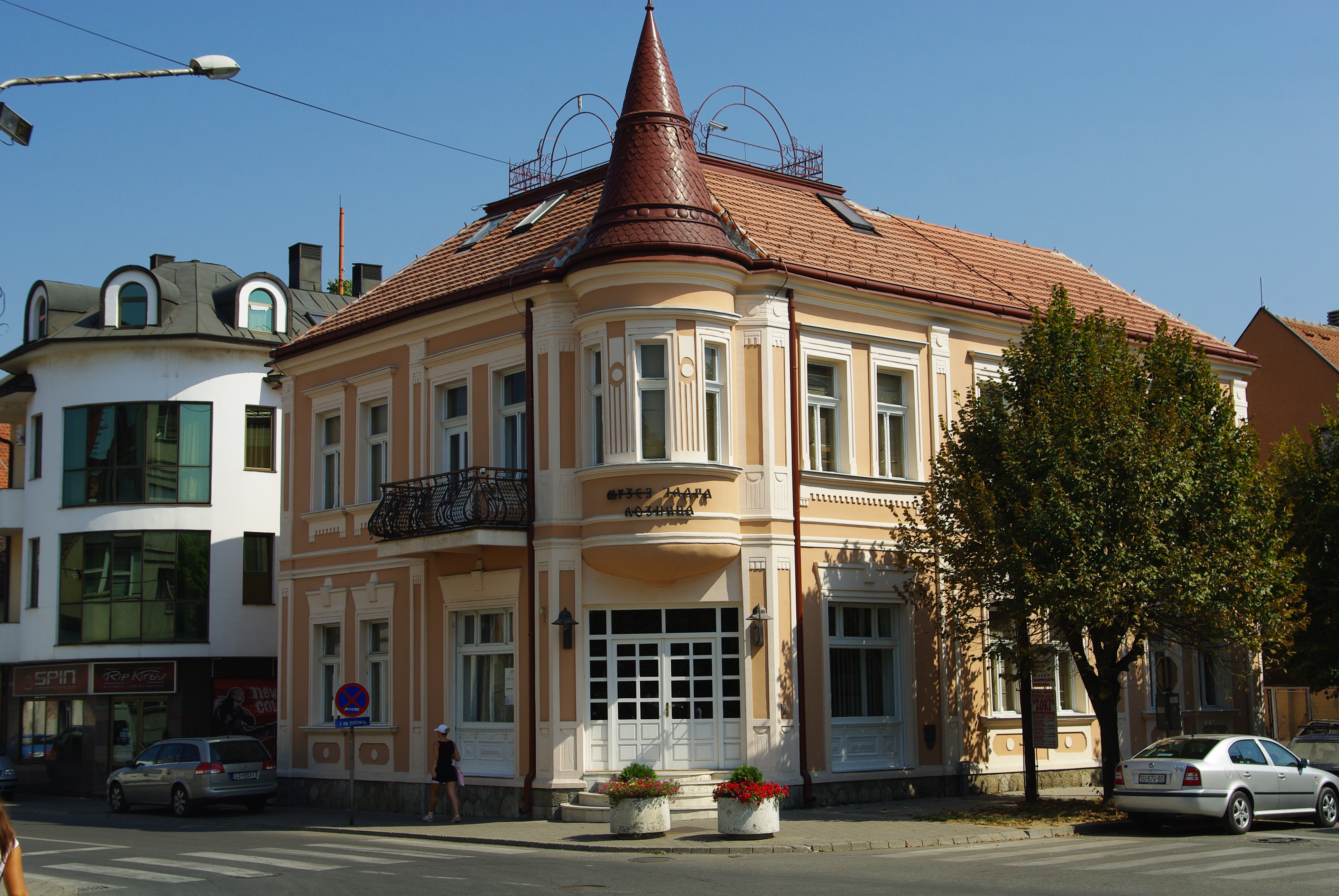
Loznica stadsmuseet
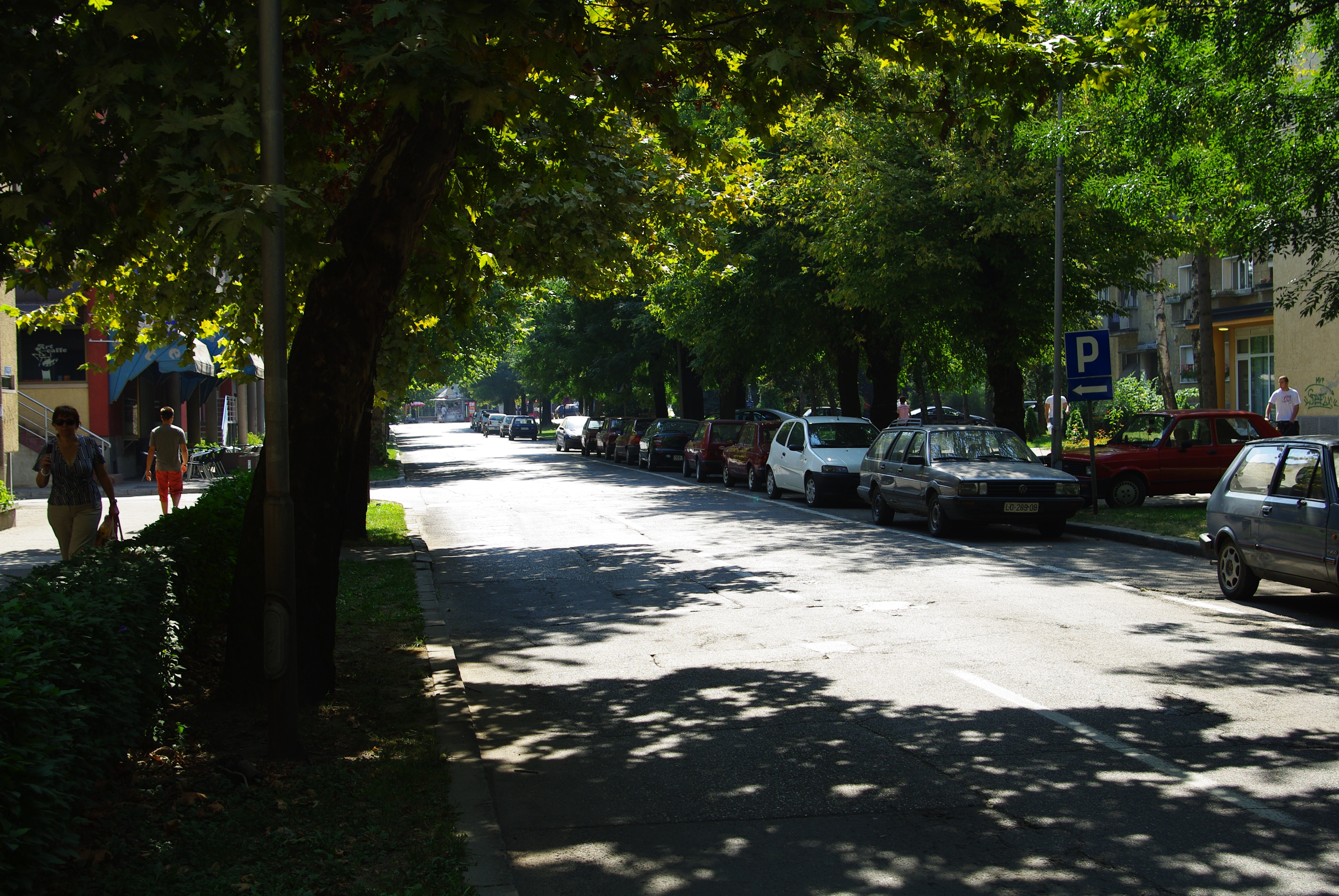
Svetog Save Street
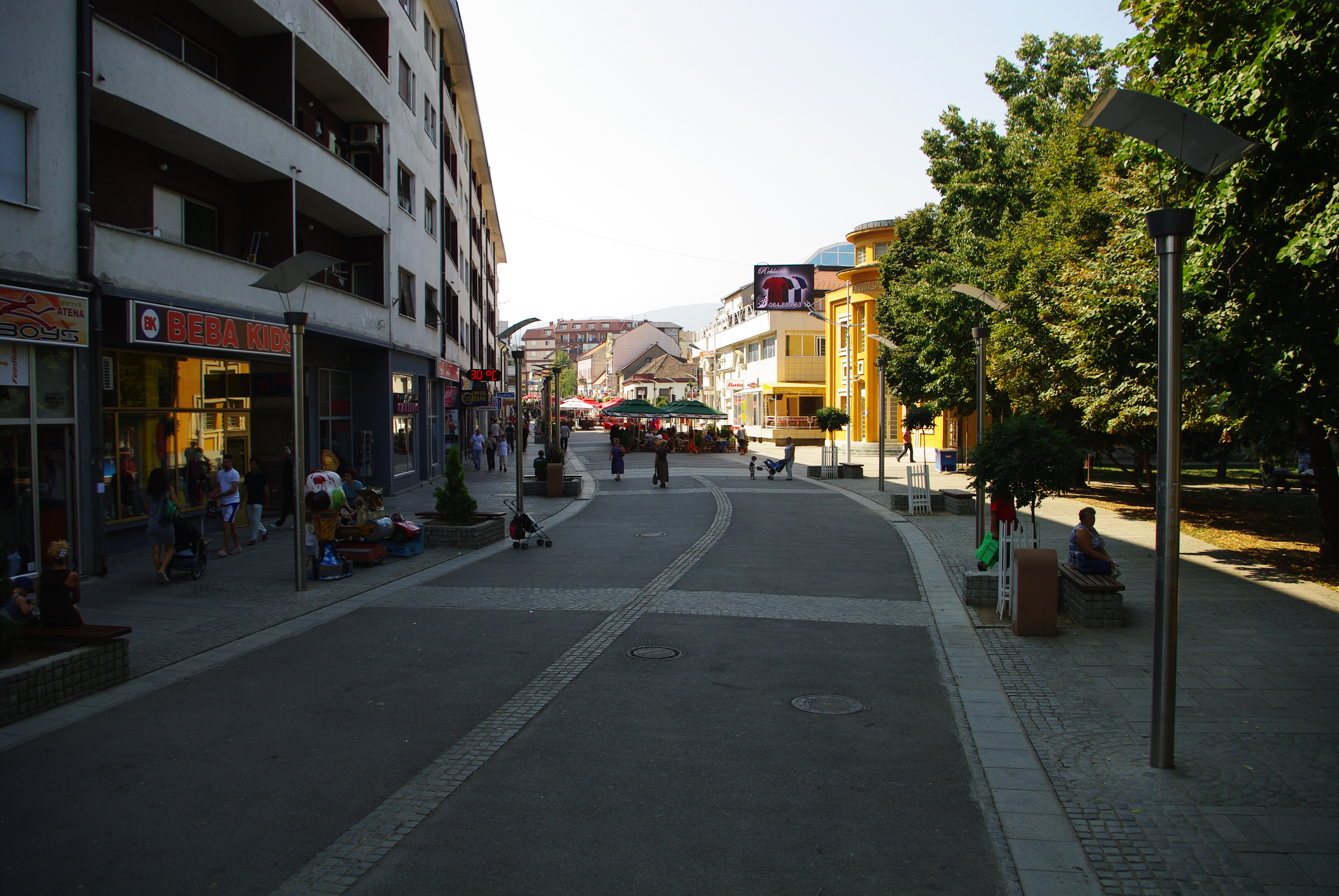
Corso i Loznica
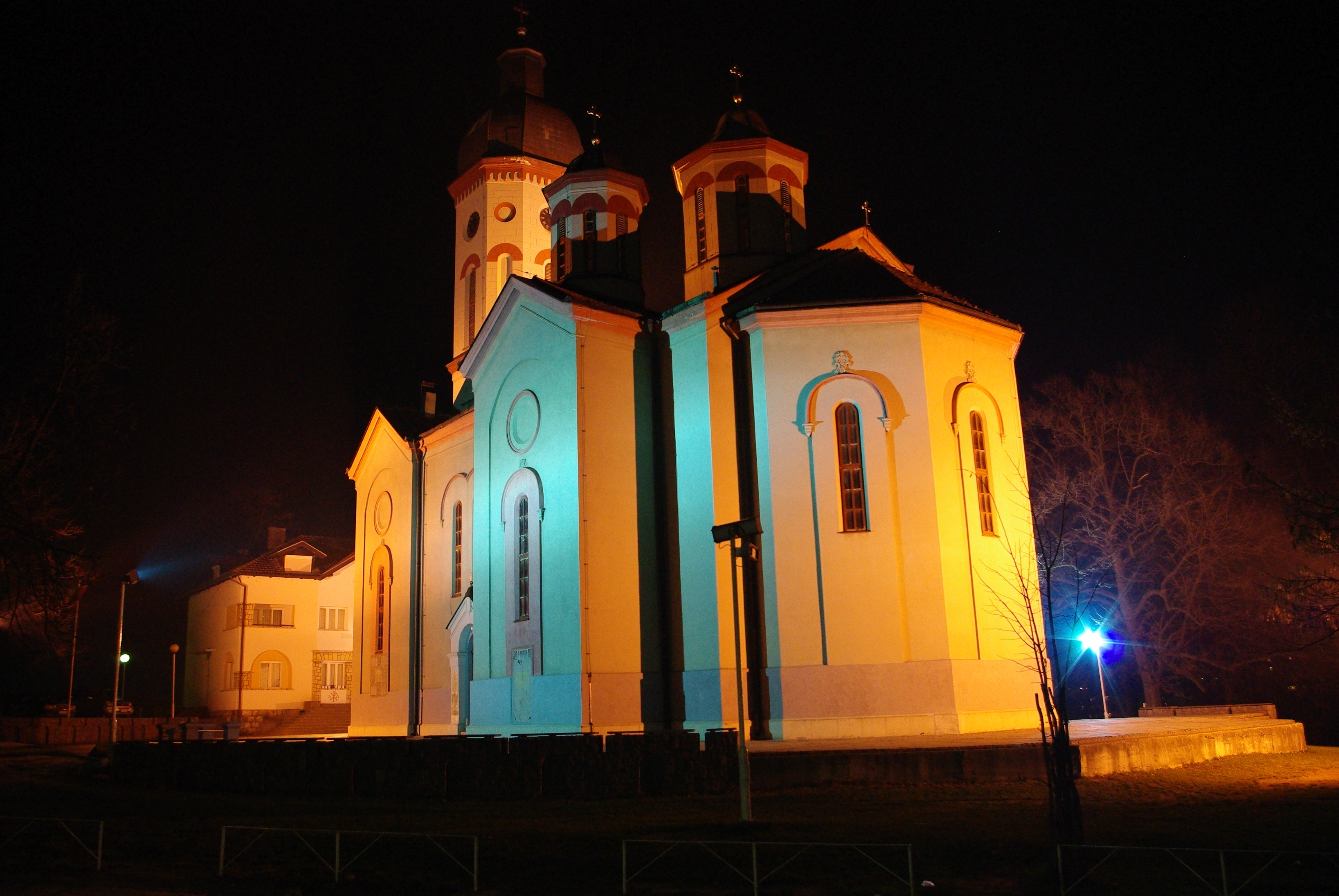
Kyrkan i Loznica
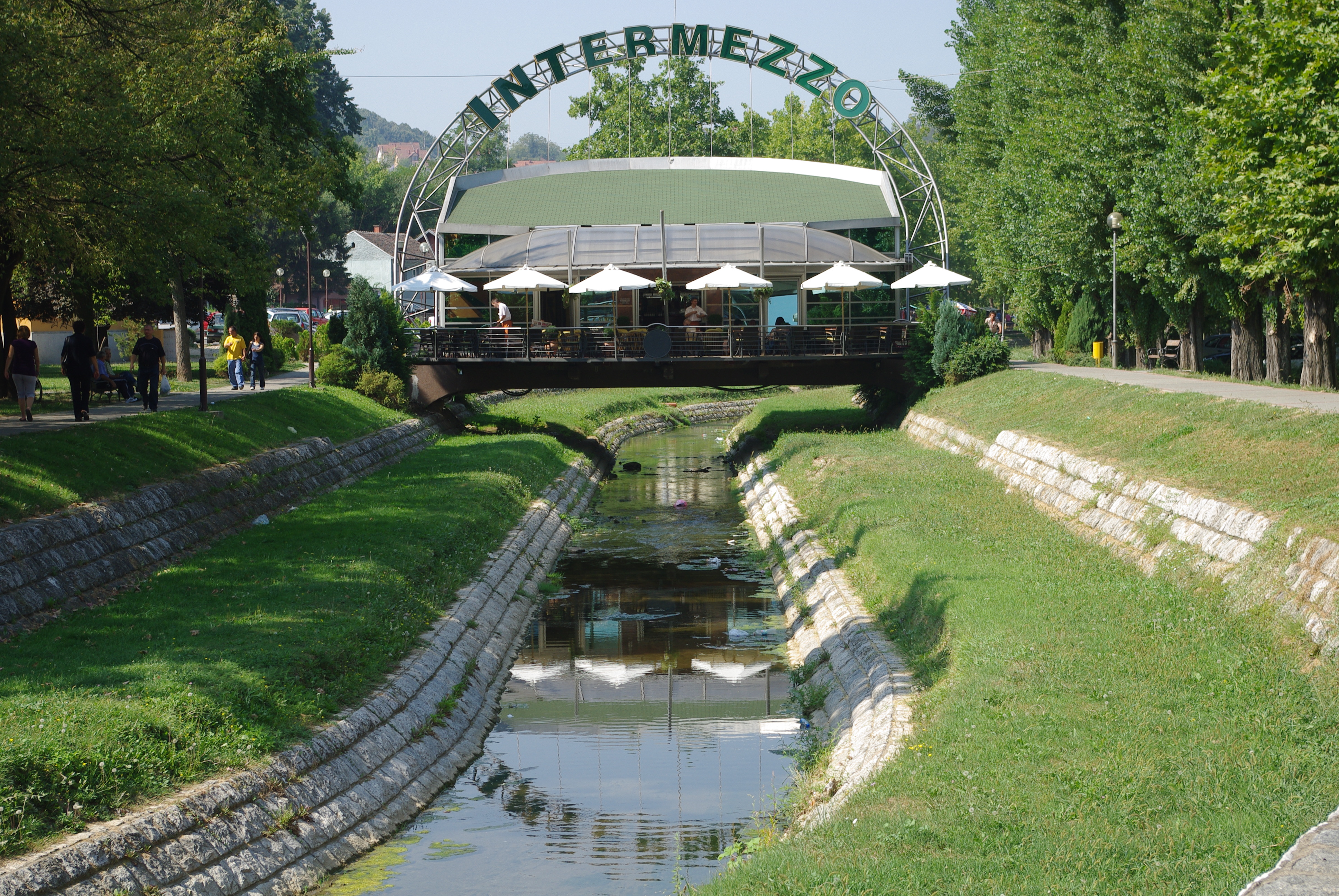
Stira
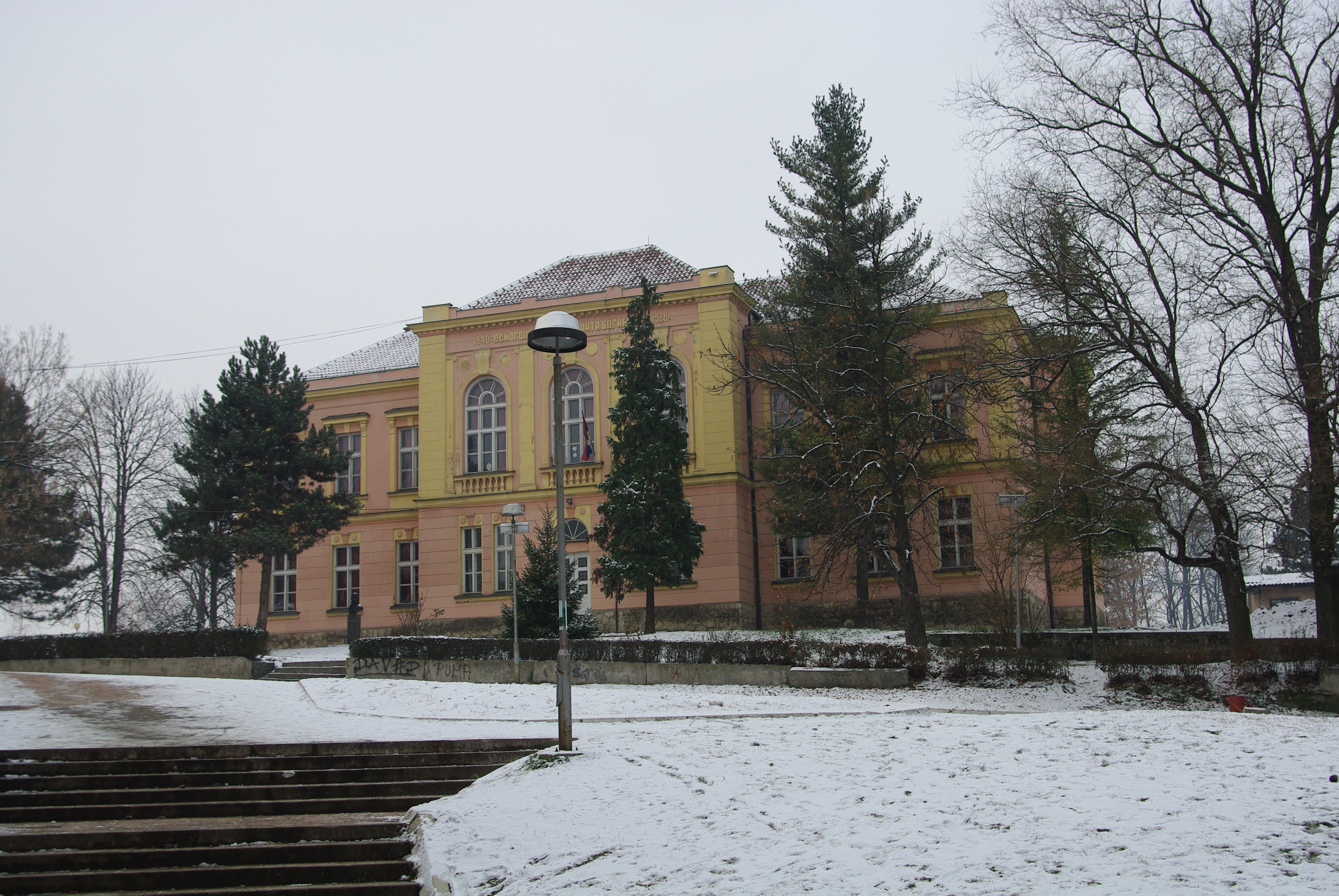
Grundskola Anta Bogicevic
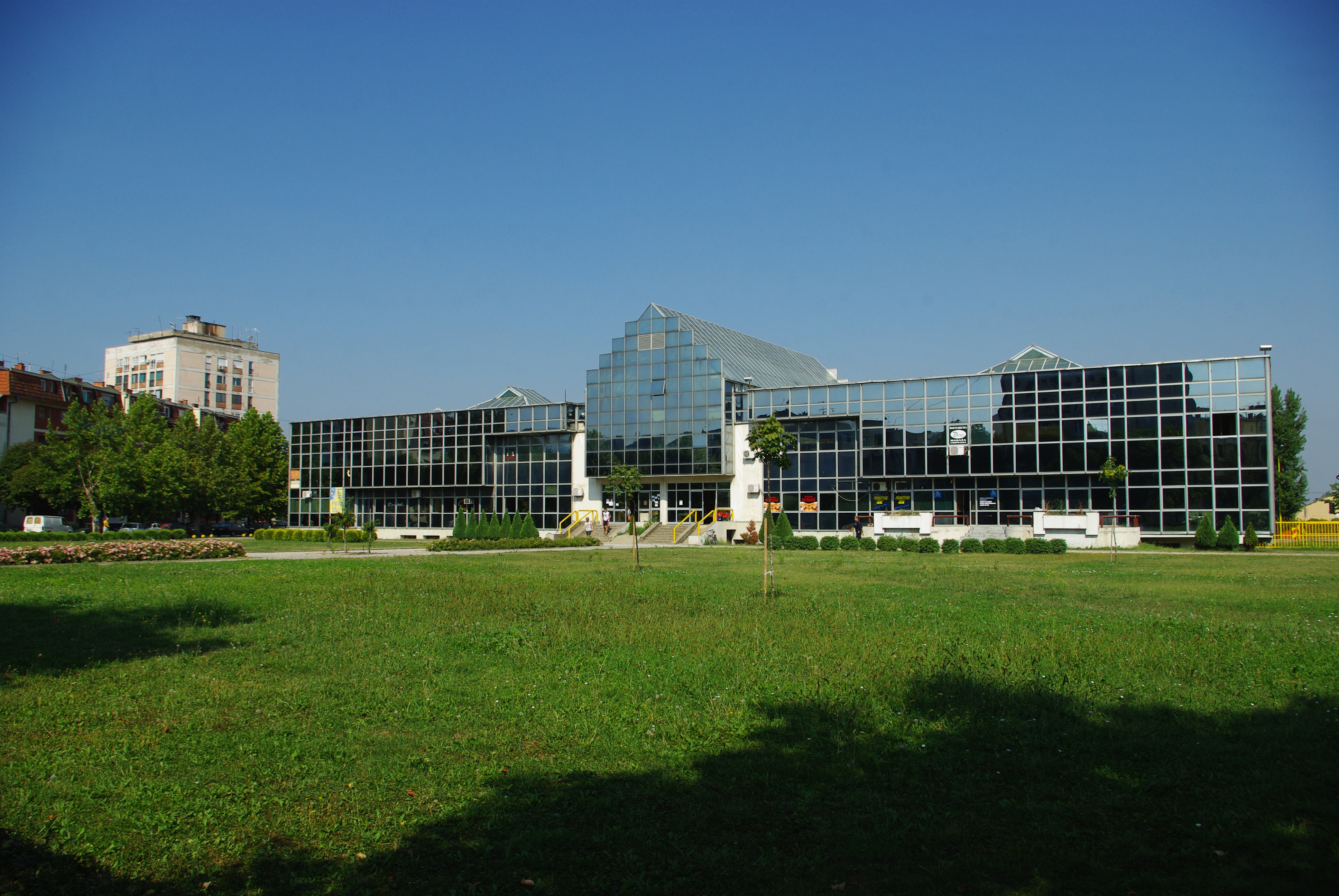
Busstationen i Loznica
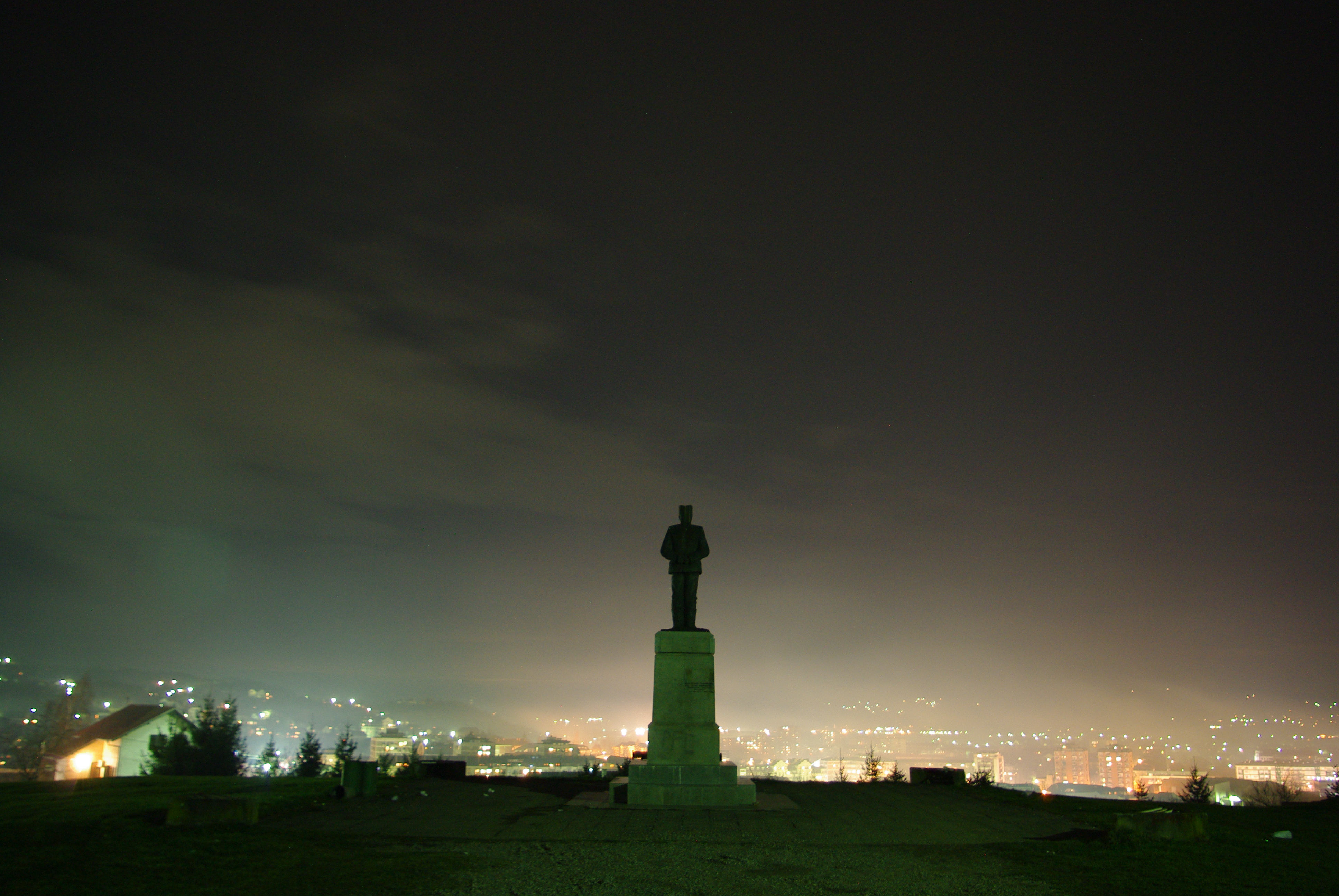
Staty av Stepa Stepanovic
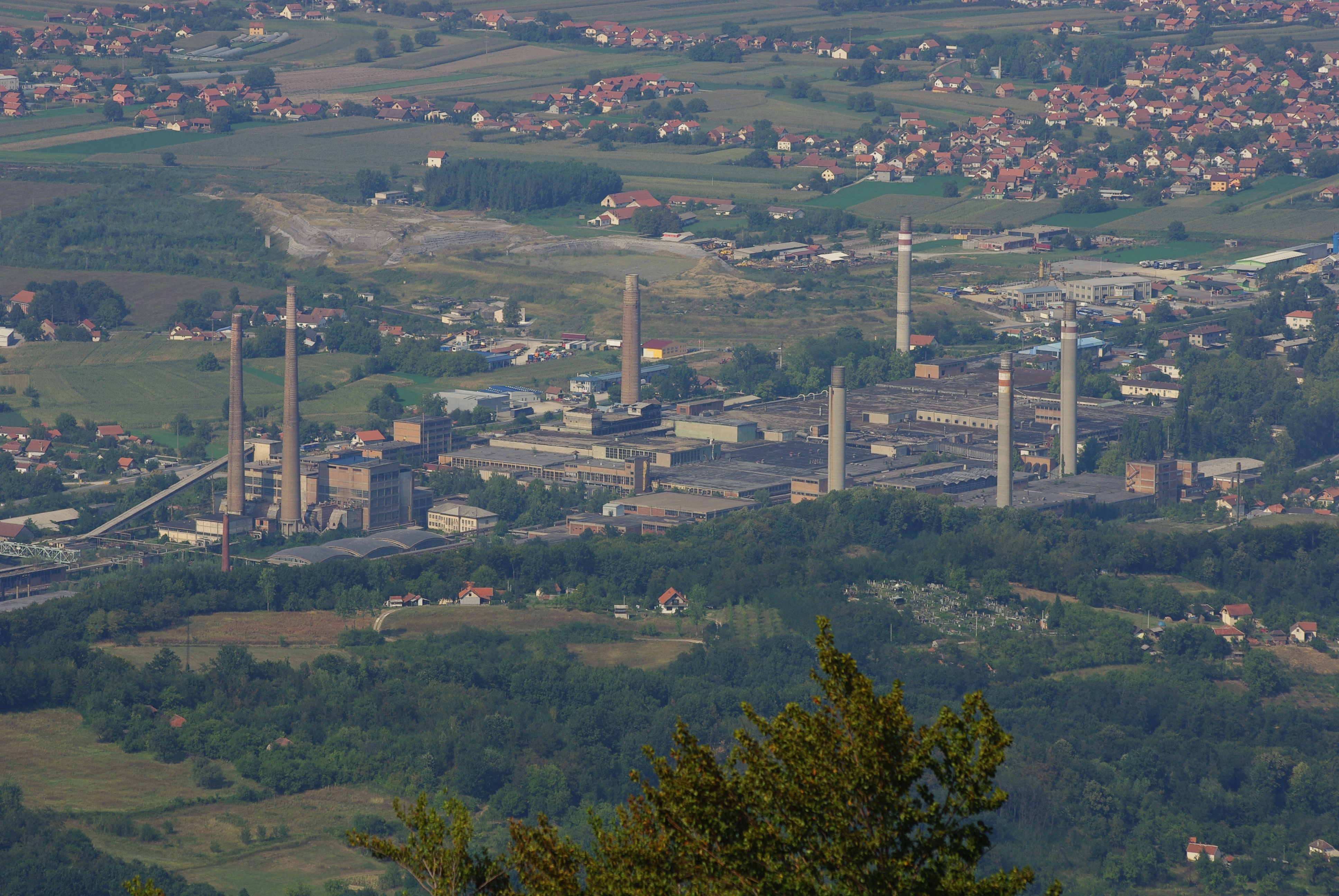
Fabrik Viskoza